# Tour des Adalides
La tour des Adalides, ou torre de los Adalides (tour des Champions), était une tour de guet médiévale de forme rectangulaire de conception islamique située à proximité d'Algésiras, en Espagne. Elle était situé à environ 1 km de la côte sur une colline à environ 100 m d'altitude  dans la zone qui est désormais occupé  par la banlieue nord de la ville. La tour a été démolie par les Espagnols pendant la guerre hispano-américaine car ils pensaient que les Américains pourraient l'utiliser comme base. Les ruines de la tour sont dans les limites militaires et ne peuvent être approchées sans un permis.

## Histoire
La tour faisait partie d'une série de tours de guet construites aux XIIe et XIIIe siècles pour surveiller le détroit de Gibraltar et la baie d'Algésiras. Mentionnée pour la première fois en 1342, la date exacte de sa construction est inconnue, bien qu'elle se situe vraisemblablement peu de temps avant la prise de la ville de Tarifa en 1289, lorsque la région de Campo de Gibraltar commence à prendre de l'importance comme frontière terrestre. La tour avait un contact visuel avec d'autres tours de guet de la région, notamment la Torre de Botafuegos et la Torre del Almirante, ainsi qu'avec les villes d'Al-Yazira Al-Jadra (aujourd'hui Algésiras) et Carteia. C'était la base des forces d'Alphonse XI de Castille pendant le long siège d'Algésiras (1342-1344). Il tire son nom des Maures dont les troupes étaient basées dans la région et qui étaient connus sous le nom d'adalides (champions). Le roi a utilisé la tour comme résidence pendant le siège de la ville. En 1344, ces troupes participent à la bataille de Río Palmones contre Grenade, qui marque la fin du siège et la reddition de la ville d'Algésiras. 
En 1776, la tour protégée par un petit garde-corps servait de poudrière. En 1832, tombée en désuétude elle n'est plus utilisée. Elle a finalement été détruite par des ingénieurs de l'armée en juillet 1898 pendant la Guerre hispano-américaine par crainte qu'elle ne soit utilisée par l'ennemi comme point de repère pour bombarder une batterie à proximité ou comme base pour installer une batterie provisoire. Désormais, les fondations de la tour sont situées dans la cour de la caserne du même nom. 

## Architecture
Il ne reste que peu de choses de la structure, mais des données historiques et photographiques donnent un aperçu de la structure et des proportions. La tour comportait trois étages, le premier étant séparé des autres et auquel on accédait par une porte au niveau du sol. Le deuxième étage avait une échelle fixée au mur extérieur. Le troisième était accessible par un escalier intérieur.
Le bâtiment de forme rectangulaire de 4X6 m avait une hauteur de 14 m et était, avec des murs épais de 1,5 m. La tour était entourée d'un mur octogonal en terre battue de 80 cm d'épaisseur et de 3.5/4,5 m de haut.